# كلية الطب بالمنستير

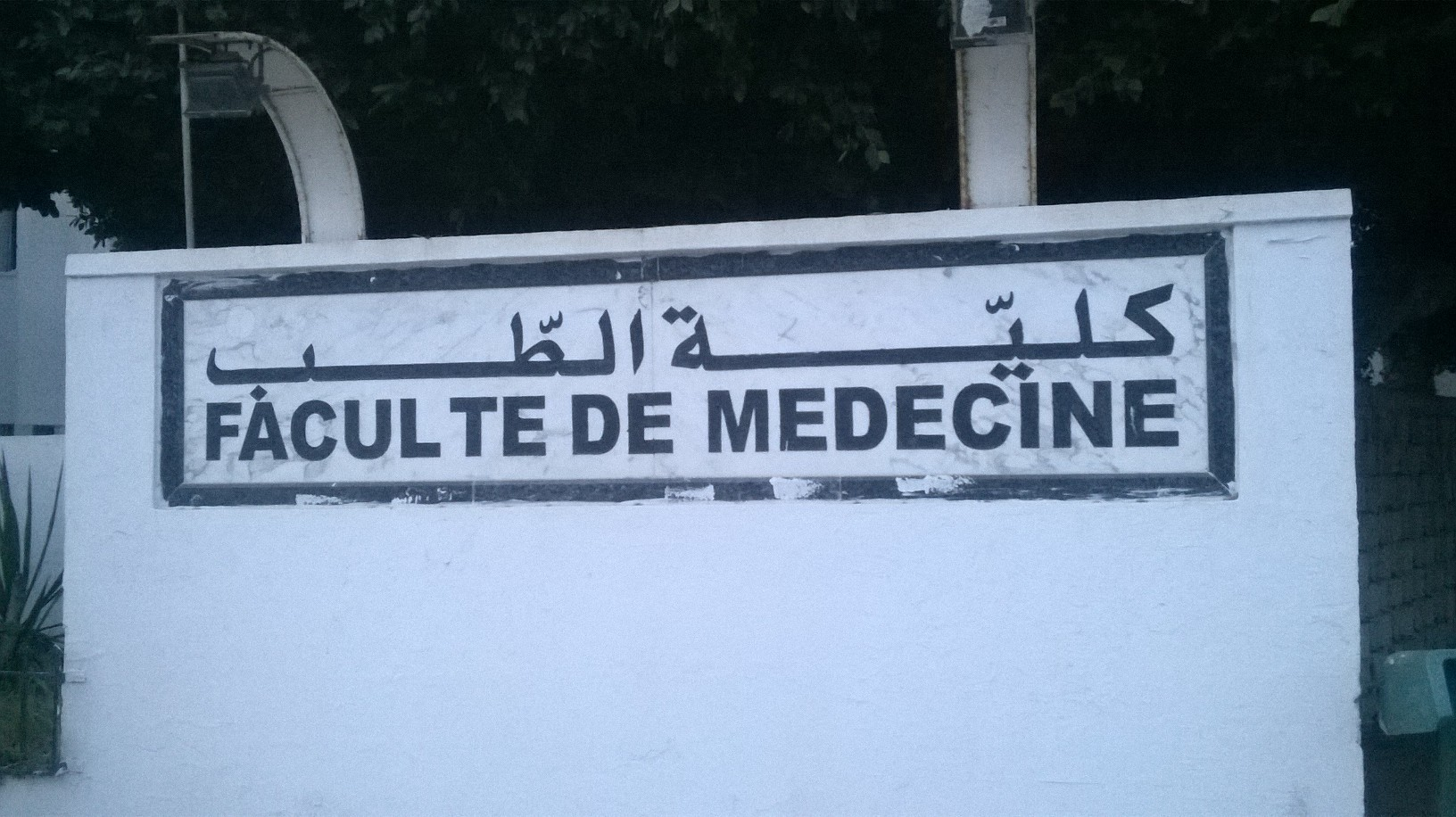
كلية الطب بالمنستير

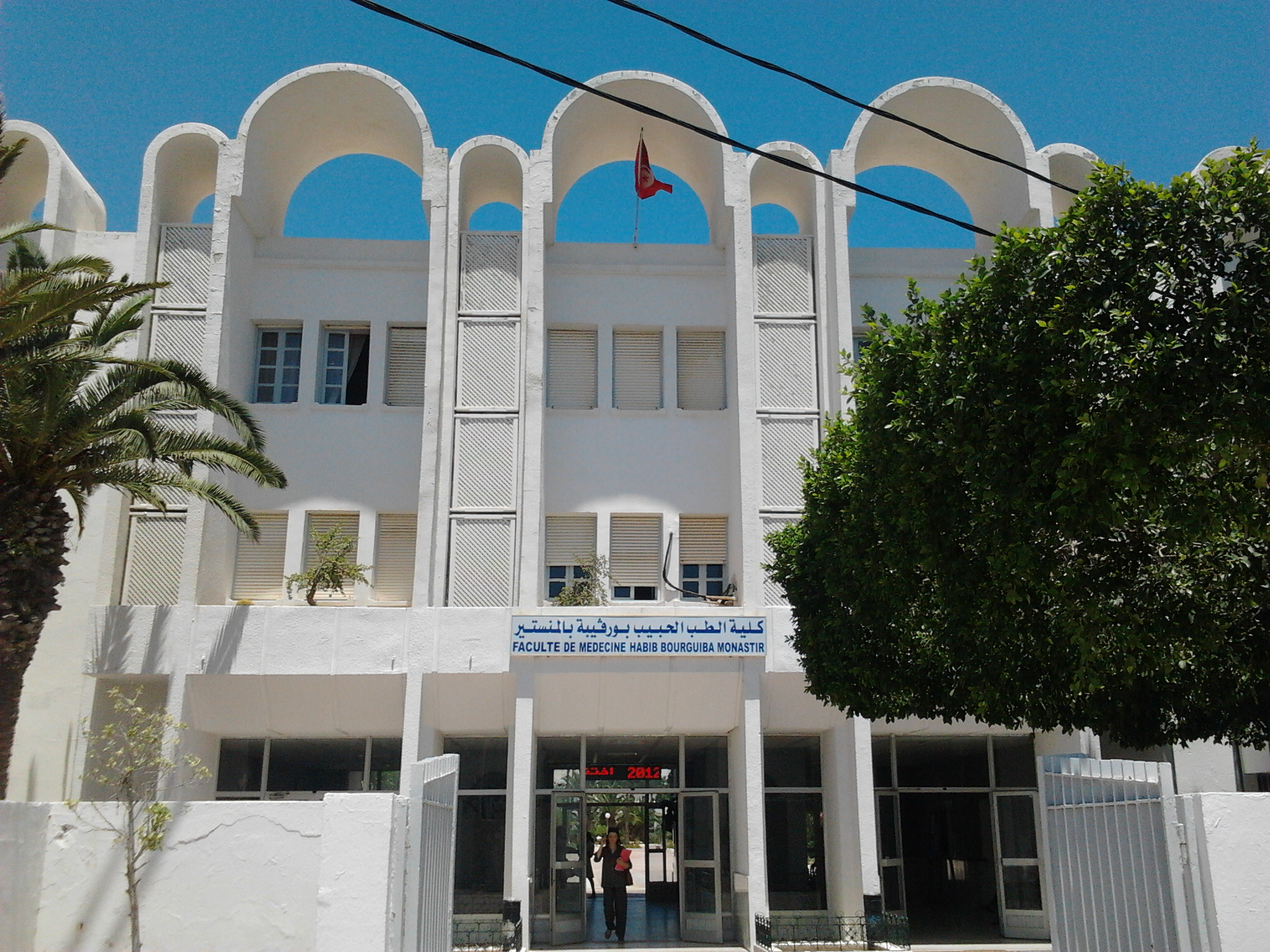
كلية الطب الحبيب بورقيبة بالمنستير

كلية الطب بالمنستير هي إحدى الكليات التابعة لجامعة المنستير، وقد أنشئت بمقتضى القانون عدد 80-6 لسنة 1980 المؤرخ في 15 أوت 1980، وهي تتمتع بالشخصية المدنية والاستقلال المالي.

شعار كلية الطب بالمنستير

## أرقام
- طبقا لإحصائيات 2007-2008 يدرس بكلية الطب بالمنستير 1481 طالبا من بينهم 908 طالبة. وقد تطور العدد الجملي للطلبة خلال السنة الدراسية 2008-2009 إلى 1518 طالبا ليصل في 2017-2018 إلى 1619 طالبا.[2]
- في نهاية السنة الدراسية 2017-2018 بلغ العدد الجملي لخريجي الكلية منذ إنشائها: 1705، كما بلغ عدد الأساتذة المدرسين 364 أستاذا.
- توجد بالكلية 32 وحدة بحث و6 مخابر بحثية.[3]

## أقسامها
توجد بكلية الطب بالمنستير الأقسام التالية:
- العلوم الأساسية أ
- العلوم الأساسية ب
- الصحة الجماعية أ
- الصحة الجماعية ب
- الطب الداخلي أ
- الطب الداخلي ب
- الجراحة أ
- الجراحة ب

## مكتبة الكلية
يبلغ رصيد مكتبة كلية الطب بالمنستير 7923 عنوانا، و115 مجلة بالإضافة إلى الأطروحات التي نوقشت بالكلية وبكليات الطب الأخرى بالبلاد.

## وصلة خارجية
- موقع كلية الطب بالمنستير.